# Dreghorn
Dreghorn est un village dans le North Ayrshire, à l’ouest de Glasgow en Écosse.